# Éloïse, c'est moi
Éloïse, c'est moi (Eloise: The Animated Series) est une série télévisée d'animation américaine en 13 épisodes de 24 minutes, diffusée aux États-Unis sur Starz Kids and Family en 2006. Elle est tirée de la série littéraire pour enfants Eloise, écrite dans les années 1950 par Kay Thompson et illustrée par Hilary Knight.
En France, elle est diffusée sur France 5 dans Zouzous à partir du 23 décembre 2011.

## Synopsis
Éloïse, une petite fille pleine de vie, vit des aventures passionnante dans son grand hôtel, le Plaza, à New York.

## Fiche technique
- Titre original : Eloïse: The Animated Series
- Titre français : Éloïse, c'est moi
- Réalisation : Wesley Archer
- Scénario : Kay Thompson, Hilary Knight, Ken Lipman et Steven Goldman, d'après la série de livres homonyme de Kay Thompson et Hilary Knight
- Sociétés de production : Film Roman, IDT Entertainment, Starz Media, Anchor Bay Entertainment, HandMade Films
- Sociétés de distribution :  Starz Kids and Family

## Distribution

### Voix originales
- Mary Matilyn Mouser : Éloïse
- Lynn Redgrave : Nanny
- Tim Curry : M. Salamone

### Voix françaises
- Cathy Cerda : Nanny
- Brigitte Guedj : Edouard, Mme Thornton
- Pascale Chemin : Mlle Thompson, les jumeaux Basile et Blaise

## Liste des épisodes
- Éloïse : La Fête de Noël (Little Miss Christmas)
- Titre français inconnu (Eloise Goes to School)
- Titre français inconnu (Eloise's Rawther Unusual Halloween)
- Le Printemps d'Éloïse (Eloise in Springtime)
- C'est moi, Éloïse (It's Me, Eloise)
- Éloïse à Hollywood (Eloise in Hollywood)

### Autres adaptations
- Éloïse : Déluge au Plaza (Eloise at the Plaza), téléfilm de Kevin Lima avec Sofia Vassilieva et Julie Andrews diffusé en 2003 sur ABC
- Éloïse fête Noël (Eloise at Christmastime), téléfilm de Kevin Lima avec Sofia Vassilieva et Julie Andrews diffusé en 2003 sur ABC